# Radio Algérie
Radio Algérie, nota anche con l'acronimo RA (o Établissement public de radiodiffusion sonore)  (EPRS), è l'ente radiofonico pubblico dell'Algeria. Radio algérienne fu creata nel 1986; il suo predecessore era Radiodiffusion télévision algérienne (RTA), fondata nel 1962, e divisasi poi in due aziende distinte, la televisione e la radiofonia. 
Gestisce 3 stazioni radio nazionali generaliste (Chaîne 1, Chaîne 2, Chaîne 3), tre stazioni nazionali tematiche (Radio Culture, Radio Coran, Jil FM), una stazione internazionale (Radio Algérie Internationale) e 46 stazioni regionali. L'ente, che dichiara di avere 20 milioni di ascoltatori in Algeria, trasmette in arabo, berbero e francese. È membro dell'Unione europea di radiodiffusione.

## Storia

### Gli esordi
Durante la guerra d'Algeria, il FLN aveva preso l'iniziativa di trasmettere dei programmi radiofonici sulle onde di diverse stazioni radio dei Paesi arabofoni o dei Paesi dell'Europa dell'Est. 
Il 16 dicembre 1956, una radio locale mobile sotto il nome di Radio de la voix de l'Algérie combattante (arabo: صوت الجزائر المكافحة) trasmetteva dalla regione dell'Ouest algérien.

### Radio algérienne (dal 1962)
All'indipendenza, il nuovo Stato algerino creò la Radiodiffusion télévision algérienne, abbreviata in "RTA", il 28 ottobre 1962. A partire dal 1965, l'acquisizione di trasmettitori radio più potenti permisero di assicurare una copertura migliore del territorio nazionale, una copertura che fino ad allora si limitava ad alcune grandi città.
Nel 1986 RTA effettuò una riorganizzazione che dette vita, tra le altre cose, all'Entreprise nationale de radiodiffusion sonore (ENRS), conosciuta anche come "Établissement public de radiodiffusion sonore". Un decreto del 20 aprile 1991 passò l'ENRS allo status di ente pubblico di tipo industriale e commerciale.
Nell'aprile 2019 Nacera Cherid fu nominata direttrice generale di Radio algérienne, sostituendo Chabane Lounakel. Fu sostituita da Djamel Senhadri il 29 ottobre 2019. 
Il 6 gennaio 2021 gli successe Mohamed Baghali.

## Loghi

Logo di RTA dal 1962 al 1986
Radio algérienne dal 1986

## Servizi

### Radio nazionali

#### Generaliste
- Chaîne 1: radio nazionale che trasmette in arabo
- Chaîne 2: radio nazionale che trasmette in berbero
- Chaîne 3: radio nazionale che trasmette in francese

#### Tematiche
- Radio Coran: prima radio tematica algerina, lanciata il 12 luglio 1991. Trasmette in arabo, il volume di trasmissioni è passato progressivamente da 2 ore a 10 ore al giorno. Ad oggi trasmette tutti i giorni dalle 00:00 alle 02:00 e dalle 05:00 alle 13:00.[9].
- Radio Culture: radio tematica culturale in arabo
- Jil FM: radio rivolta ai giovani[10], con 2 webradio: Jil FM Web e Jil FM Musique.

### Radio internazionale
- Radio Algérie Internationale: radio internazionale che trasmette 12 ore al giorno in arabo, francese, inglese e spagnolo (lanciata il 19 marzo 2007). Paradosso della Storia, questa radio trasmette da Issoudun (Francia) dai trasmettitori di TDF. Durante la guerra d'Algeria, i programmi pro FLN venivano irradiati da Issoudun.

### Radio regionali
L'azienda possiede anche 48 stazioni radio regionali, la maggior parte delle quali trasmette in arabo e, spesso, in diversi dialetti berberi. Il francese è poco usato. 
| Localizzazione     | Radio                    | Creazione        | Diffusione | Lingue                   |
| ------------------ | ------------------------ | ---------------- | ---------- | ------------------------ |
| 'Ayn Defla         | Radio Ain-Defla          | 5 giugno 1996    | 12 ore     | kabyle, arabo, tergui    |
| Adrar              | Radio Adrar              | 4 giugno 1996    | 12 ore     | arabo, zennati, tergui   |
| Algeri             | Radio El Bahdja          | 1º ottobre 1992  | 24 ore     | arabo                    |
| Annaba             | Radio Annaba             | 13 gennaio 1997  | 17 ore     | arabo                    |
| Ain Temouchent     | Radio Ain Temouchent     |                  |            | arabo                    |
| Batna              | Radio Aurès              | 29 dicembre 1994 | 12 ore     | arabo, chaoui            |
| Bechar             | Radio Saoura             | 21 aprile 1991   | 24 ore     | arabo                    |
| Béjaïa             | Radio Soummam            | 19 agosto 1996   | 12 ore     | arabo, kabyle            |
| Biskra             | Radio Biskra             | 14 giugno 1999   | 12 ore     | arabo                    |
| Blida              | Radio Blida              | 04 luglio 2011   |            | arabo                    |
| Bordj Bou Arreridj | Radio Bordj Bou Arreridj |                  |            | arabo                    |
| Boumerdès          | Radio Boumerdès          |                  |            | arabo                    |
| Constantine        | Radio Cirta              | 2 febbraio 1995  | 12 ore     | arabo                    |
| Chlef              | Radio Chlef              | 26 gennaio 2004  | 24 ore     | arabo, francese          |
| El Bayadh          | Radio El Bayadh          | 8 settembre 2003 | 12 ore     | arabo                    |
| Al Oued            | Radio Oued Souf          | 21 novembre 1996 | 12 ore     | arabo                    |
| Ghardaïa           | Radio Ghardaïa           | 7 giugno 2001    | 12 ore     | arabo, mozabite          |
| Algeri             | Radio Coran              | 7 giugno 2001    | 12 ore     | arabo                    |
| Illizi             | Radio Illizi             | 27 gennaio 1997  | 12 ore     | arabo, tergui            |
| Jijel              | Radio Jijel              | 1º novembre 2006 | 18 ore     | arabo                    |
| Khenchela          | Radio Khenchela          |                  |            | arabo                    |
| Laghouat           | Radio Laghouat           |                  |            | arabo                    |
| Algeri             | Radio Jil FM             |                  |            | arabo                    |
| Mascara            | Radio Mascara            | 27 luglio 2003   | 12 ore     | arabo                    |
| Algeri             | Radio Culture            | 10 febbraio 2004 | 12 ore     | arabo                    |
| Mostaganem         | Radio Dahra              | 10 febbraio 2004 | 12 ore     | arabo                    |
| M'Sila             | Radio M'sila             | 7 ottobre 2003   | 12 ore     | arabo                    |
| Naâma              | Radio Naama              | 25 maggio 1999   | 12 ore     | arabo                    |
| Oran               | Radio Oran-El Bahia      | 1952             | 24 ore     | arabo, francese          |
| Ouargla            | Radio Ouargla            | 9 maggio 1991    | 12 ore     | arabo, ouargli           |
| Oum el-Bouaghi     | Radio Oum El Bouaghi     |                  |            | arabo                    |
| Saïda              | Radio Saïda              | 24 febbraio 2008 |            | arabo                    |
| Sétif              | Radio El Hidhab          | 10 ottobre 1992  | 12 ore     | arabo                    |
| Sidi Bel Abbes     | Radio Sidi Bel Abbes     |                  | 12 ore     | arabo                    |
| Skikda             | Radio Skikda             | 15 novembre 2003 | 12 ore     | arabo                    |
| Souk Ahras         | Radio Souk-Ahras FM      | 23 febbraio 2005 | 12 ore     | arabo                    |
| Relizane           | Radio Relizane           |                  |            | arabo                    |
| Algeri             | Radio Internationale     | 16 aprile 1992   | 12 ore     | arabo, francese, inglese |
| Tamanrasset        | Radio Ahaggar            | 16 aprile 1992   | 12 ore     | arabo, tergui            |
| El Tarf            | Radio Taref              |                  |            | arabo                    |
| Tebessa            | Radio Tebessa            |                  |            | arabo                    |
| Tiaret             | Radio Tiaret             | 25 ottobre 1998  | 12 ore     | arabo                    |
| Tindouf            | Radio Tindouf            | 12 marzo 1999    | 12 ore     | arabo, hassani           |
| Tissemsilt         | Radio Tissemsilt         |                  |            | arabo                    |
| Tipaza             | Radio Tipaza             |                  |            | arabo                    |
| Tlemcen            | Radio Tlemcen            | 7 ottobre 1992   | 24 ore     | arabo                    |
| Tizi Ouzou         | Radio Tizi-Ouzou         | 1º novembre 2011 | 12 ore     | arabo, kabyle            |

## Ricezione

### Terrestre
Radio Algérie trasmette in AM e in FM.

### Satellite[12]
| Satellite          | Badr 8 | Es'hail 2 | Eutelsat 7 West A | SES 4 | Alcomsat 1 |
| Posizione orbitale | 26.0° E | 25.8° E | 7.3° W | 22.0° W | 24.8° W |
| Canali             | Châine 1, Châine 2, Châine 3, Jil FM, Radio Adrar, Radio Annaba, Radio Aïn Defla, Radio Aïn Témouchent, Radio Batna, Radio Biskra, Radio Blida, Radio Bordj Bou Arreridj, Radio Bouira, Radio Boumerdès, Radio Béchar, Radio Béjaïa, Radio Chlef, Radio Constantine, Radio Coran, Radio Culture, Radio Djelfa, Radio El Bahdja, Radio El Bayadh, Radio El Oued, Radio El Tarf, Radio Ghardaïa, Radio Guelma, Radio Illizi, Radio Jijel, Radio Khenchela, Radio Laghouat, Radio M'Sila, Radio Mascara, Radio Mila, Radio Mostaganem, Radio Médéa, Radio Naâma, Radio Oran, Radio Ouargla, Radio Oum El Bouaghi, Radio Relizane, Radio Sahel, Radio Sidi Bel Abbès, Radio Skikda, Radio Souk Ahras, Radio Tamanrasset, Radio Tebessa, Radio Tiaret, Radio Tindouf, Radio Tipaza, Radio Tissemsilt, Radio Tizi Ouzou, Radio Tlemcen | Châine 1, Châine 2, Châine 3, Jil FM, Radio Adrar, Radio Annaba, Radio Aïn Defla, Radio Aïn Témouchent, Radio Batna, Radio Biskra, Radio Blida, Radio Bordj Bou Arreridj, Radio Bouira, Radio Boumerdès, Radio Béchar, Radio Béjaïa, Radio Chlef, Radio Constantine, Radio Coran, Radio Culture, Radio Djelfa, Radio El Bahdja, Radio El Bayadh, Radio El Oued, Radio El Tarf, Radio Ghardaïa, Radio Guelma, Radio Illizi, Radio Jijel, Radio Khenchela, Radio Laghouat, Radio M'Sila, Radio Mascara, Radio Mila, Radio Mostaganem, Radio Médéa, Radio Naâma, Radio Oran, Radio Ouargla, Radio Oum El Bouaghi, Radio Relizane, Radio Sahel, Radio Sidi Bel Abbès, Radio Skikda, Radio Souk Ahras, Radio Tamanrasset, Radio Tebessa, Radio Tiaret, Radio Tindouf, Radio Tipaza, Radio Tissemsilt, Radio Tizi Ouzou, Radio Tlemcen | Châine 1, Châine 2, Châine 3, Jil FM, Radio Adrar, Radio Annaba, Radio Aïn Defla, Radio Aïn Témouchent, Radio Batna, Radio Biskra, Radio Blida, Radio Bordj Bou Arreridj, Radio Bouira, Radio Boumerdès, Radio Béchar, Radio Béjaïa, Radio Chlef, Radio Constantine, Radio Coran, Radio Culture, Radio Djelfa, Radio El Bahdja, Radio El Bayadh, Radio El Oued, Radio El Tarf, Radio Ghardaïa, Radio Guelma, Radio Illizi, Radio Jijel, Radio Khenchela, Radio Laghouat, Radio M'Sila, Radio Mascara, Radio Mila, Radio Mostaganem, Radio Médéa, Radio Naâma, Radio Oran, Radio Ouargla, Radio Oum El Bouaghi, Radio Relizane, Radio Sahel, Radio Sidi Bel Abbès, Radio Skikda, Radio Souk Ahras, Radio Tamanrasset, Radio Tebessa, Radio Tiaret, Radio Tindouf, Radio Tipaza, Radio Tissemsilt, Radio Tizi Ouzou, Radio Tlemcen | Châine 1, Châine 2, Châine 3, Jil FM, Radio Adrar, Radio Annaba, Radio Aïn Defla, Radio Aïn Témouchent, Radio Batna, Radio Biskra, Radio Blida, Radio Bordj Bou Arreridj, Radio Bouira, Radio Boumerdès, Radio Béchar, Radio Béjaïa, Radio Chlef, Radio Constantine, Radio Coran, Radio Culture, Radio Djelfa, Radio El Bahdja, Radio El Bayadh, Radio El Oued, Radio El Tarf, Radio Ghardaïa, Radio Guelma, Radio Illizi, Radio Jijel, Radio Khenchela, Radio Laghouat, Radio M'Sila, Radio Mascara, Radio Mila, Radio Mostaganem, Radio Médéa, Radio Naâma, Radio Oran, Radio Ouargla, Radio Oum El Bouaghi, Radio Relizane, Radio Sahel, Radio Sidi Bel Abbès, Radio Skikda, Radio Souk Ahras, Radio Tamanrasset, Radio Tebessa, Radio Tiaret, Radio Tindouf, Radio Tipaza, Radio Tissemsilt, Radio Tizi Ouzou, Radio Tlemcen | Châine 1, Châine 2, Châine 3, Jil FM, Radio Adrar, Radio Annaba, Radio Aïn Defla, Radio Aïn Témouchent, Radio Batna, Radio Biskra, Radio Blida, Radio Bordj Bou Arreridj, Radio Bouira, Radio Boumerdès, Radio Béchar, Radio Béjaïa, Radio Chlef, Radio Constantine, Radio Coran, Radio Culture, Radio Djelfa, Radio El Bahdja, Radio El Bayadh, Radio El Oued, Radio El Tarf, Radio Ghardaïa, Radio Guelma, Radio Illizi, Radio Jijel, Radio Khenchela, Radio Laghouat, Radio M'Sila, Radio Mascara, Radio Mila, Radio Mostaganem, Radio Médéa, Radio Naâma, Radio Oran, Radio Ouargla, Radio Oum El Bouaghi, Radio Relizane, Radio Sahel, Radio Sidi Bel Abbès, Radio Skikda, Radio Souk Ahras, Radio Tamanrasset, Radio Tebessa, Radio Tiaret, Radio Tindouf, Radio Tipaza, Radio Tissemsilt, Radio Tizi Ouzou, Radio Tlemcen |
| Frequenza          | 11785 V | 11310 V | 11680 H | 12674 H | 12250 H |
| SR                 | 27500 | 30000 | 27500 | 20740 | 12510 |
| FEC                | 3/4 | 2/3 | 2/3 | 3/4 | 3/4 |
| Modulazione        | | 8PSK | 8PSK | | |

### Streaming
Radio Algérie in streaming Archiviato il 24 novembre 2011 in Internet Archive.